# Ivankivți, Liubar
Ivankivți (în ucraineană Іванківці) este un sat în comuna Strîjivka din raionul Liubar, regiunea Jîtomîr, Ucraina.

## Demografie
Componența lingvistică a localității Ivankivți
     Ucraineană (98,7%)
     Rusă (1,3%)
Conform recensământului din 2001, majoritatea populației localității Ivankivți era vorbitoare de ucraineană (98,7%), existând în minoritate și vorbitori de rusă (1,3%).